# Зырянова, Татьяна Сергеевна
Татьяна Сергеевна Зырянова (род. 27 января 1993, Саяногорск) — российская спортсменка, борец вольного стиля.

## Биография
Закончила Хакасский государственный университет имени Н. Ф. Катанова. Тренировалась у Заслуженного тренера России. П. А. Петрова. Принимала участие в XXVII Всемирной летней Универсиаде 2013 года в Казани, где была удостоена золотой медали в соревнованиях по борьбе на поясах. Также выиграла титул чемпионки мира (2014), Кубка России (2016).